# SPR Chrobry Głogów
El SPR SPR Chrobry Głogów es un club de balonmano polaco de la localidad de Głogów. En la actualidad compite en la PGNiG Superliga, la primera categoría del balonmano en Polonia.

## Plantilla 2024-25
|  | Porteros - 01 Rafał Stachera - 22 Anton Dereviankin Extremos izquierdos - 03 Kacper Grabowski - 27 Wojciech Styrcz Extremos derechos - 13 Tomasz Kosznik - 77 Wojciech Hajnos Pívots - 17 Jakub Orpik - 23 Jakub Adamski - 78 Bartosz Skiba | Laterales izquierdos - 04 Maxym Strelnikov - 09 Jędrzej Zieniewicz - 33 Kamil Mosiołek Centrales - 06 Filip Wrona - 20 Wojciech Dadej - 26 Anton Otrezov - 35 Paweł Paterek Laterales derechos - 18 Rafał Jamioł - 24 Wojciech Matuszak |